# Faymonville Gruppe
Die Faymonville Gruppe ist ein Hersteller von Sattelaufliegern, Tiefladern, Modulfahrzeugen und selbstangetriebenen Fahrzeugen für die Spezial- und Schwerlastbranche mit Hauptsitz in Weiswampach in Luxemburg. Die Gruppe gliedert sich in das Stammunternehmen Faymonville, den 2012 gegründeten Fachbereich MAX Trailer für Spezial- und Schwertransporte sowie den 2017 übernommenen Hersteller elektronisch gesteuerter Selbstfahrermodule Cometto. An sechs Standorten in Luxemburg, Belgien, Polen, Italien, Russland und Österreich werden mit etwa 1100 Mitarbeitern jährlich rund 3000 Fahrzeugeinheiten für Auftraggeber in mehr als 125 Ländern hergestellt.

## Geschichte

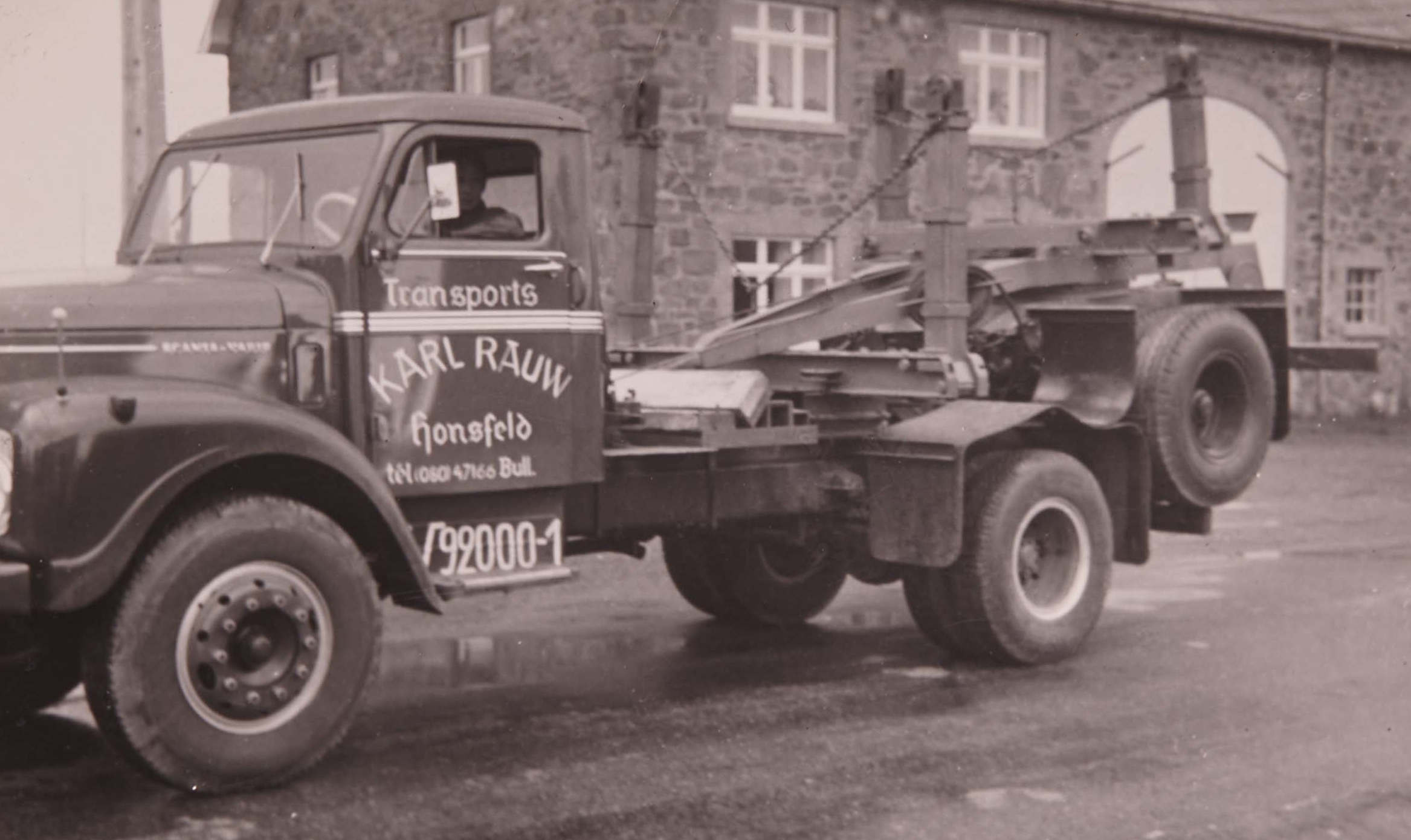
Transporter (1960)

Der Ursprung des Familienunternehmens liegt in dem kleinen Ort Rocherath in der Gemeinde Büllingen in der deutschsprachigen Gemeinschaft von Ostbelgien , wo die Familie Faymonville ab dem 19. Jahrhundert eine kleine Dorfschmiede betrieb. Anfang der 1960er-Jahre spezialisierte sich dieser Betrieb auf die Herstellung und den Verkauf von Holztransportern, Landmaschinen und Traktorkabinen sowie ab 1962 mit einer zweiten Werkshalle auf die Fertigung von Forstfahrzeugen. Ende der 1960er-Jahre folgte die Produktion des ersten Sattelaufliegers und 1973 des ersten Tiefbettaufliegers für den Glastransport, der ab 1977 als modifizierter Innenlader hergestellt wurde, um Glasscheiben vertikal zu transportieren. Schließlich konzentrierte sich das Unternehmen mit dem ersten ausziehbaren und hydraulisch gelenkten Sattelauflieger aus dem Jahr 1980 endgültig auf den Sektor der Spezialtransporte.
Nachdem mittlerweile die Fabrikationsstätten dank der zunehmenden Auftragslage an ihre Kapazitätsgrenzen gelangt waren, verlegte das Unternehmen 1988 seinen Sitz in das Industriegebiet von Büllingen, wo größere Hallen und eine bessere Infrastruktur gegeben waren. Das Angebot wurde weiterhin ständig erweitert und neue Kunden auch europaweit kamen hinzu. Das führte 2003 zur Niederlassung in Luxemburg, 2006 in Polen und 2014 in Russland. Darüber hinaus wurde 2012 der Fachbereich MAX Trailer gegründet und 2017 das italienische Unternehmen Cometto, das unter anderem durch den Transport des US-amerikanischen Space Shuttle auf sich aufmerksam gemacht hatte, sowie 2019 die „Stürzer Heavy Trucks“ in Österreich übernommen. Im Zuge dessen wurde der Hauptsitz nach Luxemburg verlegt und das Unternehmen in eine Aktiengesellschaft luxemburgischen Rechts umgestellt sowie zur „Faymonville Group“ umfirmiert.

## Standorte und Spezialisierungen
- Weiswampach, Luxemburg, „Faymonville Distribution AG“, Hauptsitz und größter Fertigungsstandort der Gruppe, Kompetenzzentrum für Technologie und Entwicklungsträger
- Lentzweiler, Luxemburg, „Faymonville Logistics S.A.“, Logistikzentrum, Schweißen der Chassisträger und Montage bestimmte Fahrzeugtypen
- Büllingen, Belgien, „Faymonville S.A.“, rund 200 Arbeitsplätze, Kompetenzzentrum für Automation, Robotik und mechanische Bearbeitung, Pendelachsproduktion und Montage verschiedener Fahrzeugtypen
- Bütgenbach, Belgien, „Faymonville Sevice AG“, Wartung und Support
- Goleniów, Polen, „Faymonville Polska Sp. z o.o.“, Sitz von MAX Trailer, Standort mit der größten Produktionshalle mit einer Fläche von 40.000 m², rund 300 Mitarbeiter, Chassisproduktion und Montage, Hauptzulieferer für Fahrgestelle
- Borgo San Dalmazzo, Italien, „Cometto S.p.A.“, Spezialist für Selbstfahrer
- Noginsk, Oblast Moskau, Russland, „Faymonville Russ LLC“, CKD-Montage für den Markt der Gemeinschaft Unabhängiger Staaten
- Landsberg am Lech, Deutschland, „Faymonville Trade & Services GmbH“, Sitz von „Stürzer Heavy Trucks“, neu geschaffenen Drehscheibe für Unternehmensaktivitäten in Süddeutschland, Österreich und der Schweiz sowie für den Verkauf sofort verfügbarer Spezialfahrzeuge der Faymonville Gruppe, Vermietung von Schwerlastzügen

## Marken und Produkte (Auswahl)

### Faymonville

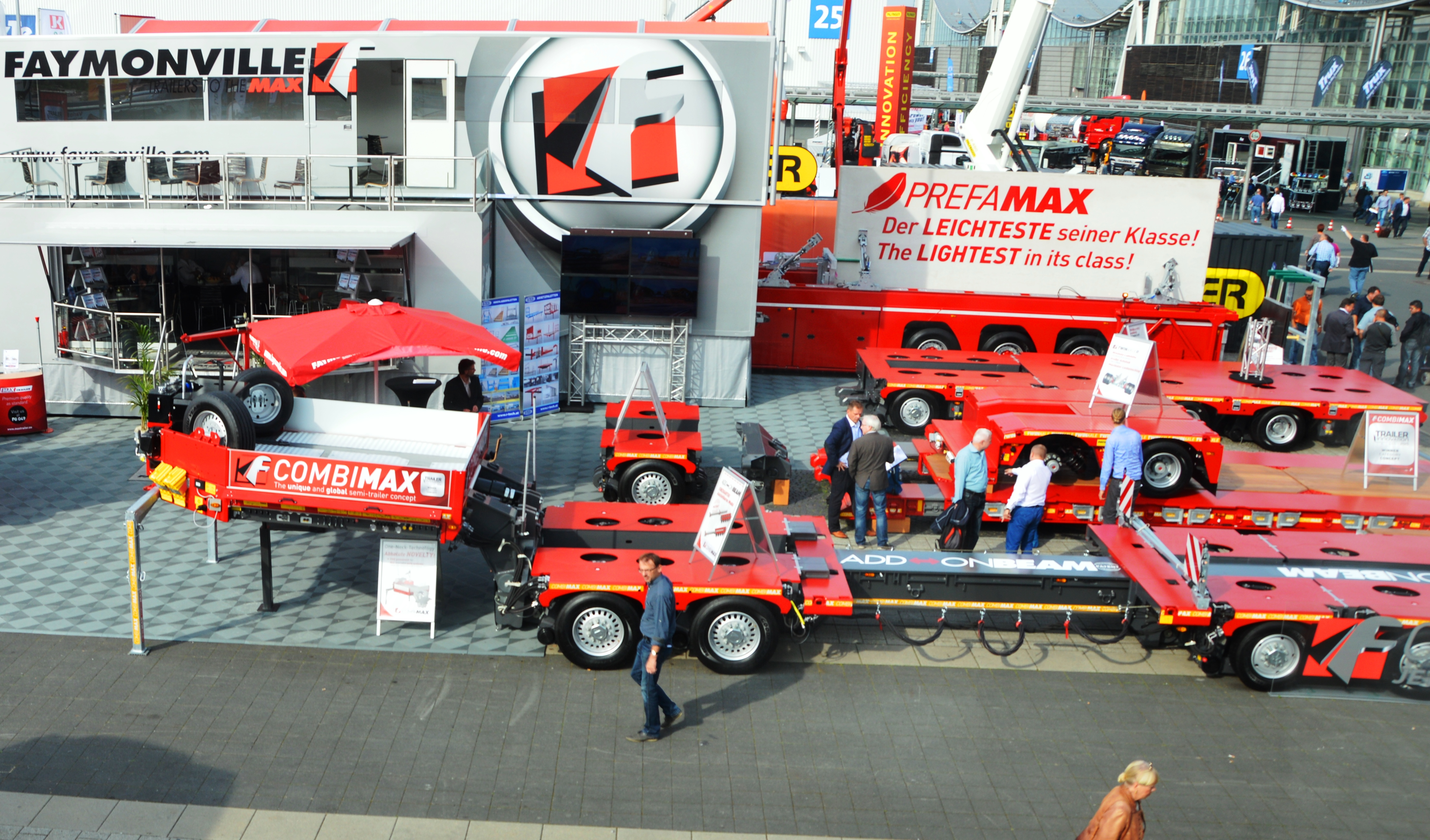
CombiMAX

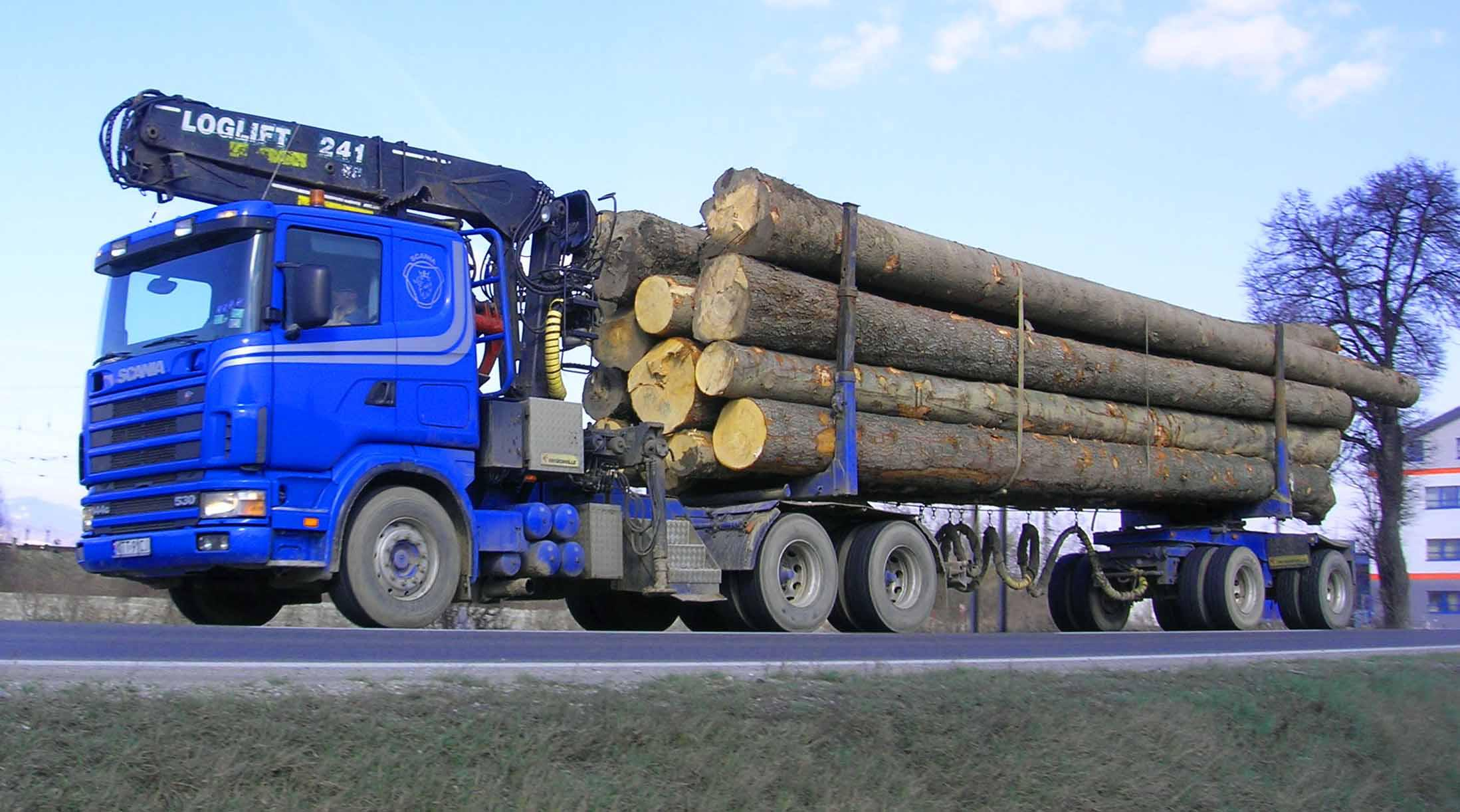
FlexMAX

Die Marke Faymonville ist auf die Herstellung und den Verkauf von spezialisierten und unkonventionellen Anhängern für den Transport übergroßer Lasten spezialisiert, die eine Nutzlast von 15 bis 3000 Tonnen bewältigen können. Die Marke ist für ihre ausziehbaren Anhänger und hydraulischen modularen Anhängerprodukte auf der ganzen Welt bekannt. Bisher kamen die Modelle MegaMAX, GigaMAX, VarioMAX, VarioMAX Plus, MultiMAX, MultiMAX Plus, ModulMAX, CombiMAX, TeleMAX, CargoMAX, TimberMAX, FlexMAX, FloatMAX und PrefaMAX auf den Markt.

### MAX Trailer
Die Marke MAX Trailer wurde 2012 von der Faymonville Group für grundlegende Transportanforderungen und den Transport von Nutzlasten von 15 bis 60 Tonnen mit 2 bis 6 Achsen entwickelt. Das Sortiment umfasst normale Anhänger, Sattelauflieger, Tieflader und Pritschenanhänger. Hierzu zählen bisher die Modelle MAX100, MAX200, MAX300, MAX410, MAX510 und MAX600.

### Cometto
Cometto begann 1954 als Werkstatt für Fahrzeuge, Brückenkräne und Systeme unter dem Namen „Officine Cometto“ in Cuneo, Italien. Mit stetigem Wachstum wurde das Unternehmen zu einem bedeutenden Hersteller von Industrietransportern. Einige bemerkenswerte Transporter, die Cometto baute, sind der SPMT mit einer Kapazität von 1100 Tonnen für „Hyundai Heavy Industries“ und der SPMT mit einer Kapazität von 3000 Tonnen für „Nippon Express“, der bis heute der größte jemals gebaute Transporter ist. Von Cometto für Faymonville bisher hergestellt wurden die Modelle MSPE ECO1000/1500, ModulMAX SP-E, BladeMAX, SYT, ETH/ETL und MTH, die je nach Modell bis zu 15000 Tonnen und mehr tragen können.